# Februari

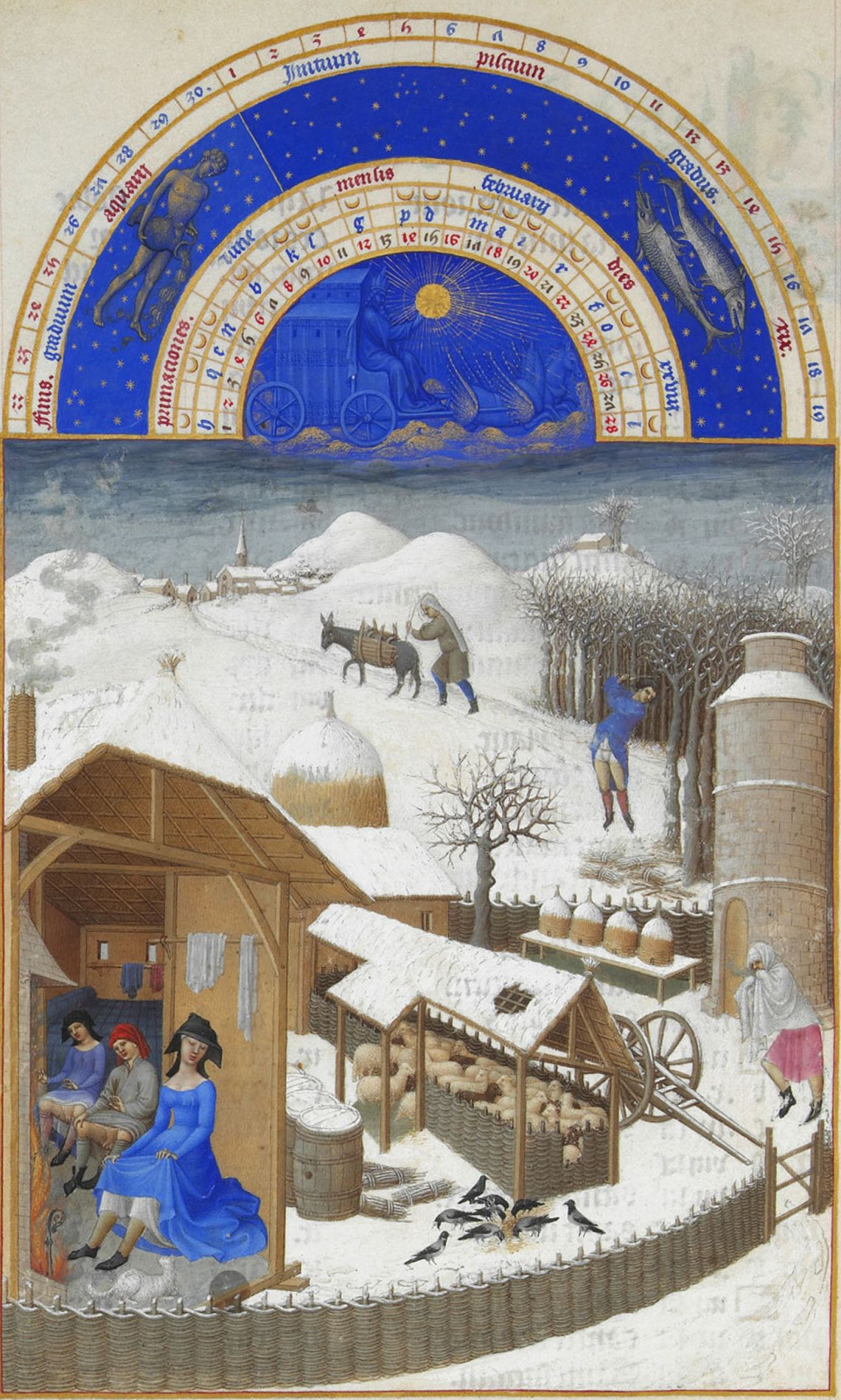
Februari, van Les Très Riches Heures du duc de Berry

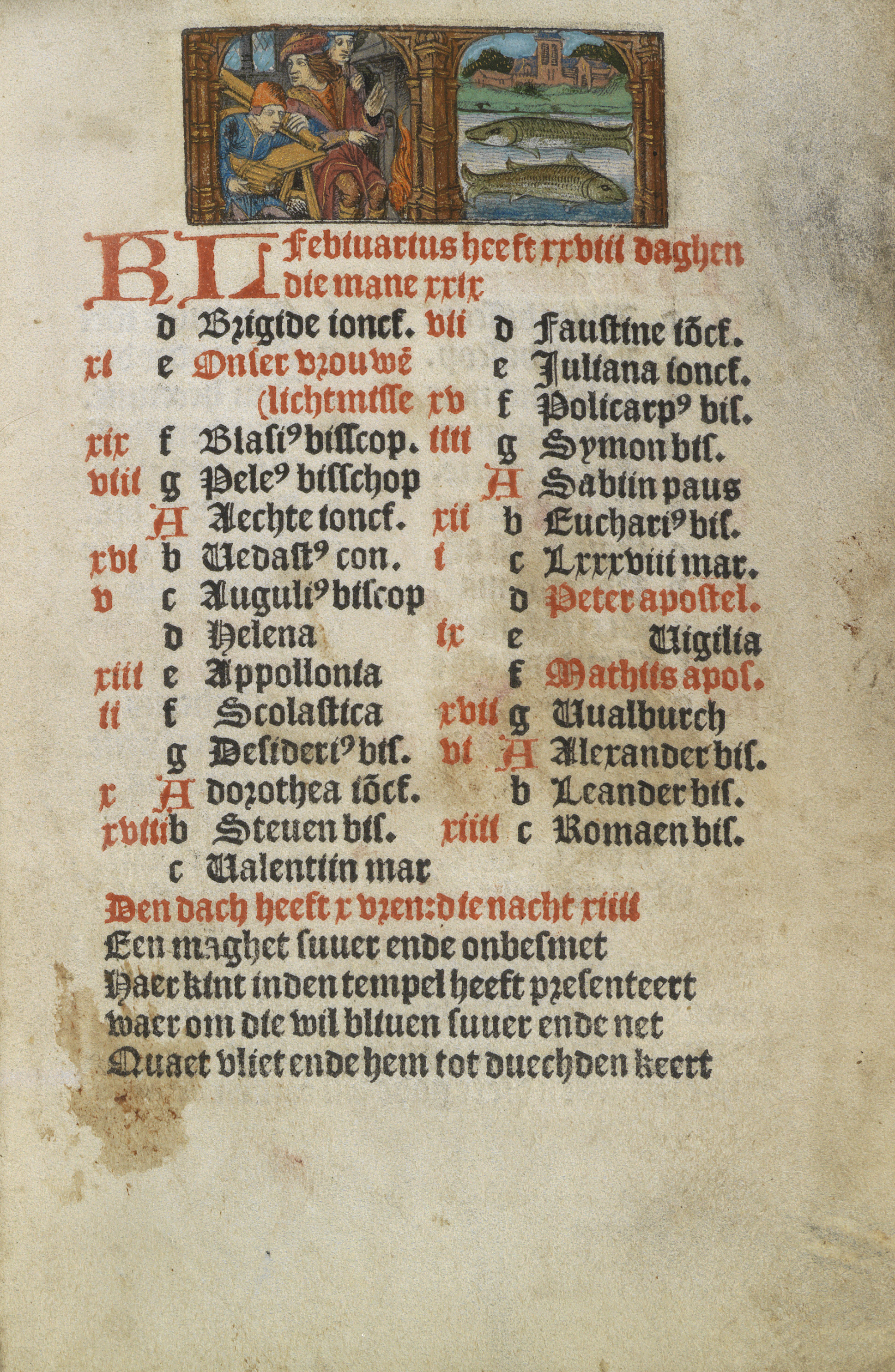
Februari in het Getijdenboek Wolfgang Hopyl

Februari is de tweede maand van het jaar in de gregoriaanse kalender. De maand heeft 28 dagen in gewone jaren, en 29 dagen in schrikkeljaren. Daarmee is februari de kortste maand van het jaar.

## Romeinse kalender: invoering van de maand februari
In de oudste versie van de Romeinse kalender, die tien maanden telde, kwamen de maanden januari en februari nog niet voor. Het jaar begon met maart. December was de laatste maand van het jaar en deze maand werd gevolgd door een periode die geen eigen naam had.
In de zevende eeuw voor Christus werden er twee maanden aan het Romeinse kalenderjaar toegevoegd, die de namen januari en februari kregen. Februari was in eerste instantie de nieuwe laatste maand van het jaar. Dit zou volgens de overlevering zijn gebeurd tijdens de regering van koning Numa Pompilius. De schrikkeldag verrekende men logischerwijze aan het einde van het jaar, dus aan het eind van februari. Later werd januari de eerste maand van het jaar en februari de tweede. De schrikkeldag bleef hierbij ten bate van de tweede maand.

## Naamsverklaringen
De maand is genoemd naar de Etruskische god Februus, de god van de purificatie/onderwereld. Bij de oude Romeinen was februari namelijk de maand van de grote reiniging en boetedoening (de februa). Zij vierden in deze maand hun Lupercalia, reinigings- en vruchtbaarheidsfeesten ter ere van de wolfsgod Lupercus.
In deze zelfde periode vierden de Germaanse stammen langs de Romeinse grenzen een ontuchtig vrouwen- en vruchtbaarheidsfeest. De Romeinen vonden dit heidense riten en duidden deze feesten aan met de naam Spurcalia, naar het Latijnse woord spurcus dat smerig betekent.

### Foutieve etymologie
De bijnaam sprokkelmaand voor februari heeft niets te maken met het huidige werkwoord sprokkelen. Het zou kunnen verwijzen naar de voornoemde oude Germaanse vruchtbaarheidsfeesten. De naam sprokkelmaand kan ook zijn afgeleid van het Oudnederlandse sporkelen, dat springen betekent. Dit slaat op het feit dat het aantal dagen eens in de vier jaar een dag verspringt. In veel Oudnederlandse teksten wordt sporcle gebruikt om de maand februari aan te duiden. Later vatte de gedachte post dat dit woord een verbastering was van sprokkel.

## Andere namen
- Romeinse naam: Mensis Februaris
- Joodse naam: Adar
- Alternatieve namen in het Nederlands: sprokkelmaand, schrikkelmaand, kortemaand, slijkmaand, regenmaand, selle [Middelnederlands][3] (zie ook Oude Nederlandse maandnamen)

## Meteorologie
Op het noordelijk halfrond is februari de derde en laatste maand van de meteorologische winter. De gemiddelde temperatuur ligt over het geheel genomen in februari een fractie hoger dan in januari, al zijn veel kouderecords juist in februari gebroken. De eerste week van februari is vaak de koudste periode van het hele jaar.
Op het zuidelijk halfrond is februari de derde en laatste maand van de meteorologische zomer.

## Varia
- Carnaval heeft geen vaste datum, maar valt meestal in februari (zie Carnaval#Datum van carnaval).
- De sterrenbeelden in februari zijn Waterman en Vissen.
- Februari telt iedere keer als het jaartal deelbaar is door 4, 29 dagen in plaats van 28 dagen. Uitzondering is het als dat jaar een overgang naar de volgende eeuw is, zoals 1900. Op die uitzondering is er nog de uitzondering dat ieder eeuwjaar, deelbaar door 400, zoals het jaar 2000, wél weer een schrikkeljaar is.
- 30 februari wordt aangeduid als een niet bestaande datum. Toch is deze datum in de geschiedenis drie keer voorgekomen.

## Afbeeldingen

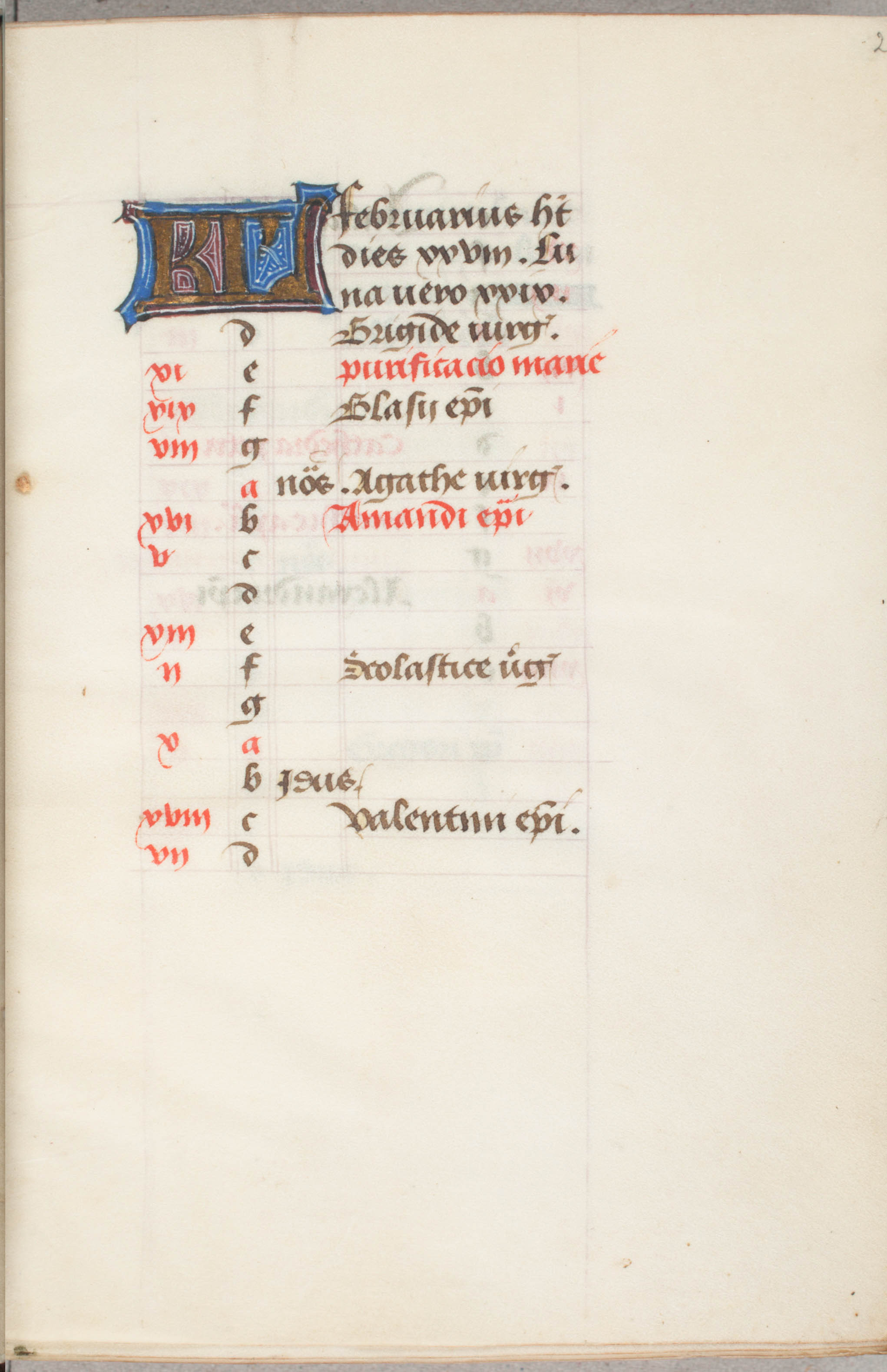
Februari in het Trivulzio-getijdenboek
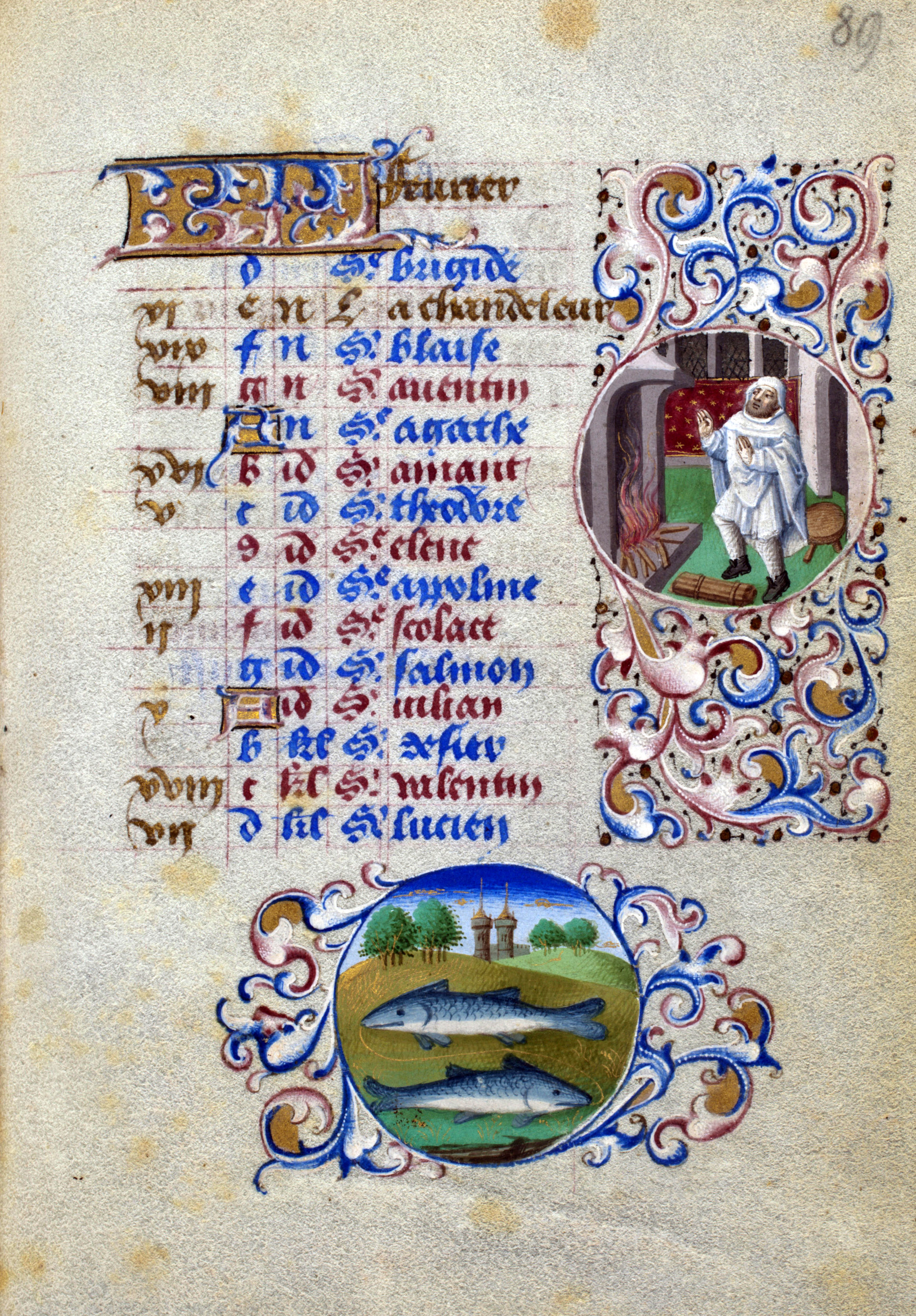
Februari in het getijdenboek van Simon de Varie
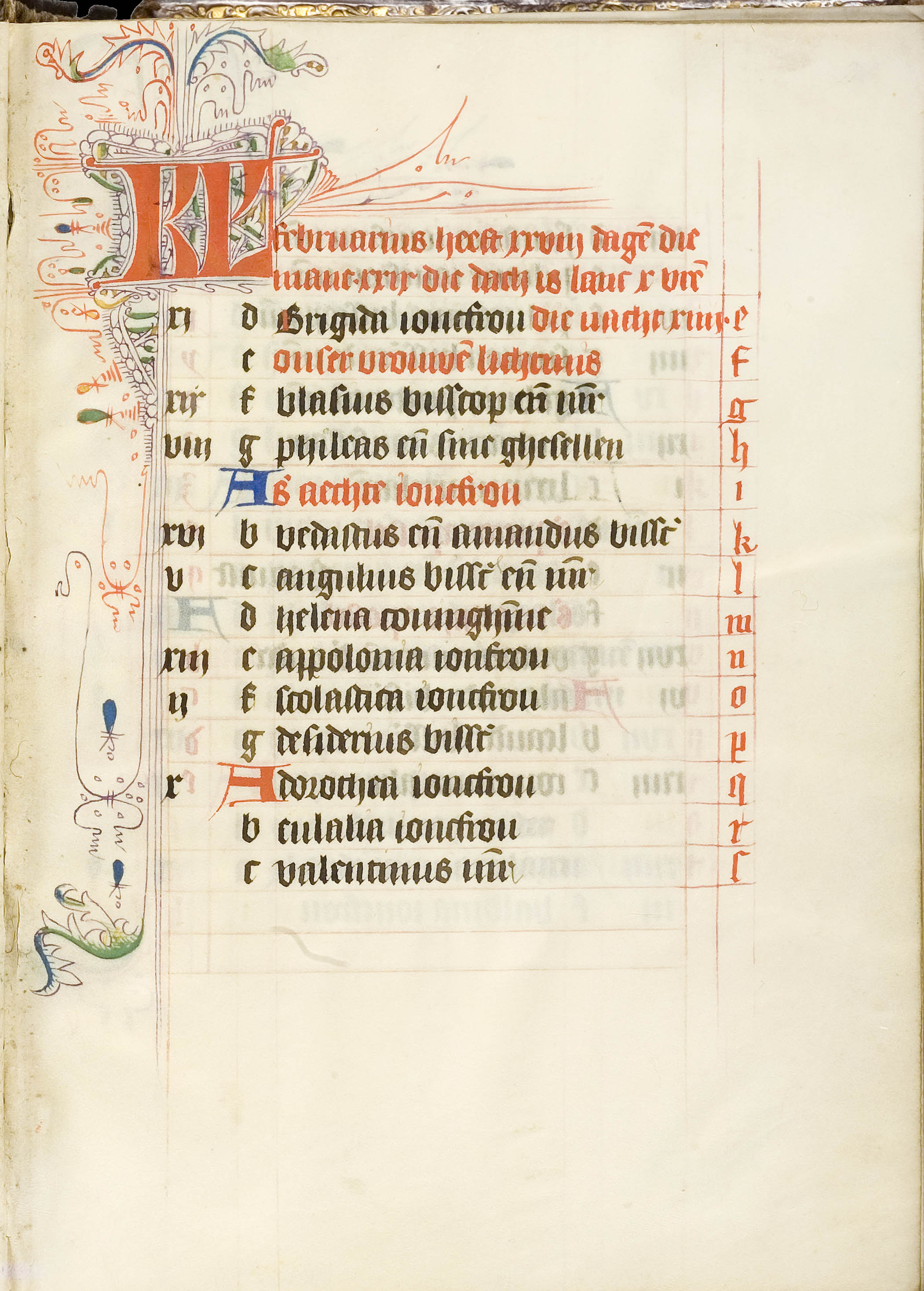
Februari in het Bout Psalter-getijdenboek
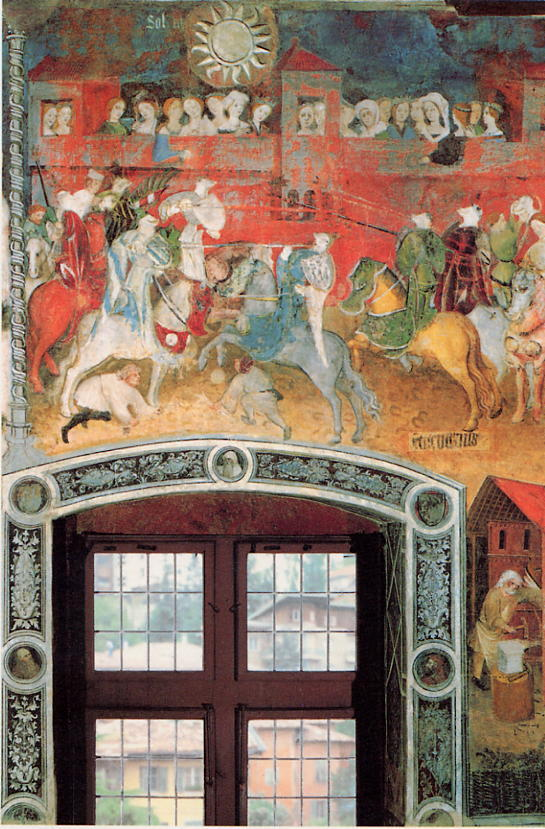
Februari, fresco in de Torre Aquila in Trente
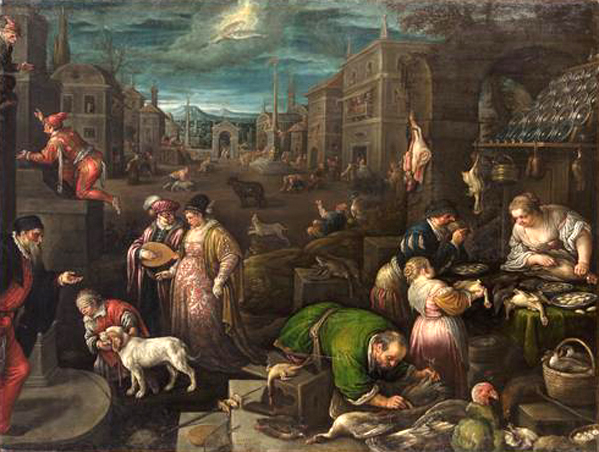
Februari, Leandro Bassano

januari · februari · maart · april · mei · juni · juli · augustus · september · oktober · november · december